# ブッチホン
ブッチホンとは、「プッシュホン」のもじりで、当時内閣総理大臣であった小渕恵三の「渕」（ぶち）と電話（telephone/テレフォン）の「フォン」を掛け合わせた造語。

## 概要
総理大臣の小渕が著名人にかけた電話のことを指す。それがあまりにも唐突でフランクなために電話を受けた相手が当惑したという。
小渕は国民の支持を獲得するために、国民と同じ目線で話し合えば自分の人間的な考え方への理解が深まるのではないかと考え、国民との接触機会を増やしていた。小渕内閣は発足当初、国民から期待されておらず、新聞や雑誌の論調もきわめて辛辣だったからである。ブッチホンの多くはお礼や相談、情報収集、依頼のためであった。数多くの人にかけただけでなく、秘書を通さず小渕自身がかけたことは異例であった。小渕はこの言葉で1999年度の新語・流行語大賞（年間大賞）を受賞している。
小渕は、極力電話は自分でかけるようにしていた。なぜなら、「人に与えられた時間というものは決まっている。なのに電話をかけるとき、まず秘書にかけさせる。すると向こうも秘書が出る。それから相手が出て、最後にやっと自分が出る、なんてことをやっていたら一本の電話に四人が使われてしまう。こんなに無駄なことはない」というのが持論だったからである。ブッチホンにより小渕に対する親しみが増したと言われている。こうした努力が実り、発足当初は戦後最低の支持率を記録した小渕内閣は、1999年5月に支持率が不支持率を上回り、同年9月には51%まで上昇した。しかし、ブッチホンを初めとする職務は体に負担をかけ、心臓に持病があった小渕の体は徐々に蝕まれていった。
2000年4月2日、小渕は脳梗塞を発症し、昏睡状態のまま5月14日に死去した。

## ブッチホンを受けた人物
- 樋口廣太郎 - 経済戦略会議の議長就任を依頼される。
- 瀬戸内寂聴 - 2000円札の絵柄について相談される。
- 佐野眞一 - 小渕の伝記執筆中、自身のテレビ番組を激賞される。佐野は「これは端倪すべからざる人心収攬術だとおもった」としるしている[8]。
- 土屋賢二 - 小渕が土屋の書いたエッセイを好んで読んでいたため。
- 小室哲哉（2000年1月21日） - 沖縄サミットのテーマソング作曲を依頼。
- 福岡政行 - 首相官邸で開催された2000年の新年祝賀会に招待される。
- 江崎玲於奈 - 教育改革国民会議の座長就任を依頼される。
- 石川好 - 景気対策の問題について相談される[18]。
- 市原愛（ソプラノ歌手） - 第71回選抜高等学校野球大会の開会式で独唱した「君が代」に感銘を受けて[19]。
- 川島純（駐ニュージーランド大使） - 2000年問題についての確認。当初はヘレン・クラーク首相にブッチホンを行う予定であったが、2000年を祝う式典参加のため不可能になった。
- 15代沈壽官（陶芸家） - 小渕が日韓閣僚懇談会で鹿児島県日置郡東市来町美山を訪れた際、ホスト役を務めた[20][21]。
- 松原武久（当時の名古屋市長） - 2005年日本国際博覧会開催に関連するごみ問題について[22]。
- 実川元子（翻訳家） - 毎日新聞に掲載されたコラムで小渕の背広について書いたことから[23]。
- 安斎隆（アイワイバンク銀行社長）[24]
- 寒川猫持（歌人）[25]
- 江村利雄[26]
- 山下惣一[27]
- 小泉美喜子（「月刊神戸っ子」編集長） - 小渕に贈呈した自著『ここに神戸がある』を読み感銘を受けて[28]
- 堺屋太一（1995年1月18日／1998年7月）[29]
- 竹原信夫（「“日本一”明るい経済新聞」編集長） - 関西経済連合会の会長が小渕に新聞を渡したため[30]
- 山瀬まみ - テレビ番組でブッチホンを紹介した際に、「人柄がよさそうな小渕さん」とコメント。それに答えるように「人柄のよい小渕です」とかかってきた。そのことを次週のテレビ番組で語った。
- 京都橘女子高等学校（2000年3月6日） - 生徒の政治に関する意見を纏めた卒業文集を首相官邸に送ったお返しに（ブッチホン以外に小渕自らが毛筆で署名した手紙も届いた）[28][31] 。
- ズームイン!!朝!（2000年1月5日） - 番組中に突然生電話（午前7時16分頃）[32]
- サンデープロジェクト（2000年1月9日） - 同上
- 早野透（『朝日新聞』記者） - 自分が書いた記事の感想を伝えるためにかかってきた。早野は記事内で小渕を批判していたが、小渕は励ましと受け取ったという[8]。
- 浅川博忠（政治評論家）[33]

## 備考
読売テレビアナウンサーの道浦俊彦は、「ブッチホン」の新語・流行語大賞受賞に関して「それほど流行ったとは思えない」と述べている。
同じ「プッシュホン」からのもじりとしては、ブッシュ米大統領から海部俊樹総理大臣（当時）への電話を意味する「ブッシュホン」が1990年度の新語・流行語大賞で新語部門・銀賞を受賞している。
当時官房副長官だった古川貞二郎は「小渕さんは総理執務室からこまめにいわゆる『ブッチホン』をかけていた。某有名評論家が雑誌に小渕さんを冷評した記事を載せた際、その評論家に電話する様秘書官に指示した。電話口に出た相手に小渕さんは朗らかな声で『もーしもし、総理の小渕です。いやあ、いい記事を書いてくれてありがとう』。電話を切ると、小渕さんは厳しい表情で、『これでもう俺の悪口は書かない』と言い切った。小渕さんは人柄の良さでは定評があったが、人柄の良さだけでは総理になれない。温厚な小渕さんの奥底に秘めた気迫、粘り、負けん気の強さを垣間見た思いがした」と回顧している。